# Pirat Izaak
Pirat Izaak (tytuł oryginału: Isaac le Pirate) – francuska seria komiksowa autorstwa Christophe'a Blaina, opublikowana przez wydawnictwo Dargaud w latach 2001–2005. Polskie tłumaczenie trzech pierwszych tomów w wydaniu zbiorczym ukazało się w 2008 nakładem wydawnictwa Egmont Polska.

## Fabuła
Akcja serii toczy się w XVIII wieku. Izaak jest biednym żydowskim malarzem. Pewnego dnia, dla zarobku, wyrusza w podróż statkiem, aby utrwalać obrazy z wyprawy w swoich rysunkach. Okazuje się, że żaglowiec należy do piratów. Tymczasem narzeczona Izaaka, Alicja, po latach oczekiwania na lądzie, zaczęła układać sobie życie z innym mężczyzną.

## Tomy
| Tom | Tytuł i rok wydania polskiego | Tytuł i rok wydania oryginalnego | Uwagi                                                                                     |
| --- | ----------------------------- | -------------------------------- | ----------------------------------------------------------------------------------------- |
| 1   | Ameryki (2008)                | Les Amériques (2001)             | Polskie tłumaczenie tych tomów ukazało się w 2008 w jednym albumie zbiorczym Pirat Izaak. |
| 2   | Lody (2008)                   | Les Glaces (2002)                | Polskie tłumaczenie tych tomów ukazało się w 2008 w jednym albumie zbiorczym Pirat Izaak. |
| 3   | Olga (2008)                   | Olga (2002)                      | Polskie tłumaczenie tych tomów ukazało się w 2008 w jednym albumie zbiorczym Pirat Izaak. |
| 4   |                               | La Capitale (2004)               |                                                                                           |
| 5   |                               | Jacques (2005)                   |                                                                                           |

## Nagrody
Za pierwszy tom serii Christophe Blain otrzymał w 2002 Nagrodę za najlepszy komiks na Międzynarodowym Festiwalu Komiksu w Angoulême.